# Rio Chicapa
O rio Chicapa ou rio Tchicapa (também Tchikapa, Tshikapa) é um rio de Angola e da República Democrática do Congo afluente do rio Cassai. Tem 870 km de extensão. Em cerca de 40 km do seu percurso define uma secção da fronteira Angola-República Democrática do Congo. Banha a cidade de Saurimo, em Angola.
O rio nasce no lago Chicapa, a cerca de 1400 m de altitude e a 25 km a sul de Alto Chicapa, município de Cacolo e província de Lunda Sul, em Angola, distante poucos quilómetros da nascente do rio Cuango. Corre de sul para norte atravessando as províncias de Lunda Sul e Lunda Norte, define parte da fronteira com o Congo-Quinxassa e deságua no rio Cassai, no centro da cidade de Chicapa, na província de Cassai, no Congo-Quinxassa.
O vale do Chicapa é uma região de forte atividade de mineração de diamantes, e nele fica a mina de diamantes Luó, uma das mais importantes do mundo.